# سنجر قادرقل‌اف
سنجر قادرقل‌اف (انگلیسی: Sanjar Kodirkulov؛ زادهٔ ۲۷ مهٔ ۱۹۹۷) بازیکن فوتبال است.
از باشگاه‌هایی که در آن بازی کرده‌است می‌توان به باشگاه فوتبال بنیادکار اشاره کرد.
وی همچنین در تیم ملی فوتبال ازبکستان بازی کرده‌است.